# 中國宦官
宦官在中國又有內臣、內官、太監、公公、寺人、閹人、內侍、中官、中涓、內豎及中貴人等名稱，最早可追溯至甲骨文中曾出现的字，西周时开始有使用阉人的记载，《周礼》内有“宫者使守内，以其人道绝也”，西周宦官有“八官”，戰國時，趙國有宦者令，秦國有監，皆宦官之異稱。宦官一詞正式見於《後漢書》，據說此名是出自拱衛在天帝星旁一個叫「宦者」的星座。宦者是曾經閹割之人，近代俗語亦稱為太監:5-6。因為在明朝，他們做二十四個官，都稱為某某監之故:6。太监一詞最早出現於辽國的史書。
一般來說，宦官是負責宮廷雜事的奴僕，不得参與國家政務，惟因為與皇室朝夕相處，遂能博取信賴或者有機可乘，故此歷史上亦存在著宦官掌握國家政務大權的情况。古代許多朝代皆規定宦官不許干政任職，乃因宦官失去生殖器地位低下，且長期受人輕視而心理扭曲，一旦得勢就會變得殘暴，敗壞朝政。歷史也證明宦官掌權皆無好下場，都是各朝代的黑暗時期。

## 歷史

### 三代
商朝武丁和鬼方、羌方作戰，閹割其俘虜作為宮廷中的侍從。甲骨文有阉割的记载，但没有阉人入宫的記載。
西周時開始有使用閹人的記載，《周禮》內有「宮者使守內，以其人道絕也」。當時的閹人被用來作「寺人」、「內豎」、「閽人」等職，但是人數不多且地位低下，用於服務帝王及妃嬪，主要担负看守宫门、传达命令、侍奉起居等杂役，是家臣的一種。
隨著專政王權的發展，到了戰國，受宫刑的人大量增加，使用閹人的機構亦增多，閹人當政亦開始出現，正如舉薦藺相如的繆賢。

### 秦朝
秦朝時，秦始皇曾因宦官泄密而大殺宦官。《史记·秦始皇本纪》载：“始皇帝幸梁山宫，从山上见丞相车骑众，弗善也。中人或告丞相，丞相后损车骑。始皇怒曰：‘此中人泄吾语！’案问莫服。当是时，诏捕诸时在傍者，皆杀之；自是后，莫知行之所在。”
始皇帝三十七年（前210年），秦始皇死於沙丘，宦官趙高與秦二世胡亥、李斯合謀，秘不發喪。矯詔立胡亥為太子，又賜長子扶蘇和蒙恬死。胡亥至咸陽立為二世皇帝，趙高任郎中令。之后赵高杀死丞相李斯掌控朝政，并逼迫秦二世自杀，拥立子婴，但不久赵高被子婴杀死。

### 漢朝
到了漢朝，侍候皇帝的人統一被叫作「宦者」或「宦官」。但早期宦官不一定都是阉人，在东汉之后才完全使用阉人做宦官。據說此名是出自拱衛在天帝星旁一個叫「宦者」的星座。大規模宦官當政亦在當時首次出現，汉元帝时宦官石显专权，士人萧望之要求罢免石显，结果萧望之被石显诬陷自杀。東漢末年朝廷更是成為宦官與外戚之間彼此廝殺的舞台，稱為「第一次宦官時代」。
在东漢時代，宦者威權很大，敗壞政治利害:6。《後漢書》《宦者列傳序》裡說：「中興之初，宦者悉用閹人。」:6宦者并和士人产生冲突，发动两次党锢之祸。
東漢鄭眾「一心王室，不事豪黨」，頗得和帝信任，但也是他開啟了宦官專權，「由是常與議事。中官用權，自眾始焉。」
著名的造紙術由東漢和帝時期的宦官蔡倫改良，深受大眾歡迎，他改良的紙張被稱為「蔡侯紙」。
靈帝時，張讓、趙忠、夏惲、郭勝、孫璋、畢嵐、栗嵩、段、高望、張恭、韓悝、宋典十二人皆任中常侍，時人稱為「十常侍」，朋比為奸，勢力遍於各州郡。
东汉中平六年（189年）汉灵帝死，弘农怀王刘辩继立为汉少帝。何太后兄何进请董卓入宫除宦官，结果事机不密，何进先被十常侍中张让、赵忠等杀掉。司隶校尉袁绍得知何进被杀的消息，派其弟袁术与曹操杀进皇宫。袁术放火，把皇宫的大门烧了。大批的兵士冲入皇宫，见了宦官就杀。有的不是宦官，只是因为没有胡须，或不明显，也被错杀。随后董卓率兵入洛阳，废少帝，杀何太后，立傀儡皇帝汉献帝刘协，尽揽朝政，第一次宦官时代宣告结束。

### 三國
蜀漢時，刘禅宠信宦官黄皓。魏國將領鄧艾、鍾會進攻蜀漢，姜維向朝廷發出警告並提出防守戰略，但是因為黃皓迷信鬼神，求神問卜之後認為魏國不會入侵，所以便將姜維的奏章壓下來，以致朝廷沒有人知道這個事情。最後，鄧艾兵臨城都下，再加上譙周的勸告，劉禪決定投降。

### 唐朝
唐代開始有所謂的“市舶宦官”，即“中人之市舶者”，專門負責管理東南沿海地區海外貿易，《資治通鑑》亦載：“唐置市舶使於廣州，以收商舶之利，時以宦者為之”。韋某是有史可考的第一位市舶宦官。之後，在唐代安史之亂後再次出現大規模宦官當權，稱為「第二次宦官時代」。唐朝宦官可出任觀軍容使、兵部尚書，統領神策軍，這是由於唐代後期宦官自殿中监李辅国開始掌握了軍權，“宝印符契，晨夕军号，一以委之”，日後宦官不但總領神策軍，而且還組建牙隊，最後形成專權，甚至有立廢皇儲之大權，從唐肅宗到昭宗十三帝皆宦官所立。唐文宗甚至稱自己不如周赧王和漢獻帝。
天復元年（901年）唐昭宗李曄想擺脫宦官的控制，反遭宦官軟禁，朱溫率大軍來到鳳翔城下，逼李茂貞交出唐昭宗，李茂貞將韓全誨、張彥弘殺掉，跟朱溫和解，朱溫隨後入城捕殺宦官七百多人，送昭宗回長安（陝西西安），又將宦官八百餘人趕到水中淹死，只留下黃衣幼弱三十人。朱温还下令各地藩镇将担任监军的宦官一律杀死，第二次宦官时代结束，但藩鎮並沒有徹底奉令行事，因此五代十國時期仍有唐末宦官干政的餘波，但影响没有唐朝的慘烈。朱溫因誅殺宦官有功，受封為梁王，獨專朝政。不久，朱溫殺崔胤及昭宗，另立哀帝。907年，朱溫逼哀帝禪位。唐朝滅亡。

### 五代十國
唐末宦官大量被誅杀，侥存的宦官多藏匿民间。梁、晋、汉、周皆無宦官干政，后唐李存勖在位期間，宦官势力有所恢复。李存勖派宦官搶民女入宮，強擄魏州將士們妻。南漢後主劉鋹認為官員有妻兒家室就為了顧及子孫不肯盡忠，因此只信任宦官，於是規定科舉被錄取者，若要做官必須先閹割才可任官，以致於一度宦官高達二萬人之多。

### 宋朝
宋朝對宦官參政防範較嚴，宋太祖不許宦者“干預政事”，宦官到一定年資必須轉出外任。故宋代雖有童貫、梁師成等禍國宦官，但宦官之權力並沒有凌駕於丞相之上的權勢。宦官若敢於參預朝廷大事，往往受到嚴厲懲辦。邵伯温《邵氏闻见录》卷一载：太祖刻石禁中曰：“后世子孙无用南士作相，内臣主兵。”宋真宗時宦官王繼恩因串通大臣，企圖擁立太宗長子趙元佐為帝，遂被流放。
北宋末年，徽宗昏庸，宦官人數大增，“動以千數”。童贯、梁师成、楊戩等宦官得到宋徽宗宠信。童贯有“媪相”之称，“握兵二十年，权倾一时”，岳牧、辅弼多出自其门下。梁师成則有“隐相”之称，凡“御书号令皆出其手”。左正言陈禾弹劾童贯等“怙宠弄权”，要求“窜之远方”。陈禾“论奏未终”，徽宗“拂衣起”。陈禾“引上衣，请毕其说，衣裙落。”
北宋滅亡後，高宗即位的第二天下詔：“朕將規復舊章，不以手筆廢朝典，不以內侍典兵權。”

### 明朝
明朝時，明太祖嚴禁宦官干政，曾於宮門內立碑云「內臣不得干預政事，預者斬」，明成祖繼位後，“初，成祖起北平，刺探宮中事，多以建文帝左右為耳目，故即位後專倚宦官，立東廠于東安門北，令劈昵者提督之。”宦官有了“出使、專徵、監軍、分鎮、刺臣民隱事諸大權”。至宮廷內設十二監二十四衙門，提領者被稱為掌印太監，下有「少監」、「中監」，由於太監職位常由宦官擔任，於是「太監」變成了高級宦官的稱謂，後來成了對宦官的統稱。雖然明太祖明令禁止宦官干政，但明成祖即位後開始重用宦官。明初交趾監軍馬騏激發交趾人起兵脫離中國獨立，明末時曾經有過宦官數萬名，據王世貞《龠山堂別集·中官考十》記載：「南海戶淨身男九百七十餘人復乞收入。」宦官遍佈政府各部門，以太監充任的特務分佈全國，尤其是天津、泉州、寧波、廣州等對外商船貿易海港港口必定派駐「稅監」太監，稱為「第三次宦官時代」。崇禎多次怒斥宦官：「將我祖宗積蓄貯庫傳國異寶金銀等，明比盜竊一空。」宦官時代的結束，一定是王朝的覆亡。王夫之在《沿書引義·舜典四》中針對宦官議論：「宮刑施之，絕人生理，老無所養，死無與殯。無罪之鬼，無人除墓草而奠懷染。故宮者，均於大辟也。且宮刑之後，二氣時乖，肢體外痿，性情內琢。故閹瘸之子，豹聲陰鷙，安忍無親。且刑人並齒於天地之間，人道絕而發已凋、音已雌矣，何懼乎其不冒死而求逞於一朝？而又美其名曰，姑且憐其無用，引而置之官府之間，不知埋下禍根深矣。宦寺之惡，甚於士人，只因其無廉隅之借，子孫之慮耳，故憫不怕死，何況乎其以淫而在傍君主之側耳。」又有由宦官组成的军队“淨軍”。
景泰初年，大同右參將許貴奏：“鎮守右少監韋力轉，恨軍妻不與奸宿，杖死其軍。又與養子妻淫戲，射死養子。”事下巡按御史驗問。天順元年，工部左侍郎霍又奏：“力轉每宴輒命妓，復強娶所部女子為妾。”上怒，始遣人執之。
明宣宗設立了內書堂，請翰林學士教導宦官研讀《百家姓》、《千字文》、《孝經》、《四書》、《千家詩》、《神童詩》等，王振即出自內書堂。王振在正統七年毀去朱元璋禁宦官干政的鐵牌，是明朝首位干政的太監。
萬曆皇帝曾“選垂髫內臣之慧且麗者十余曹，給事御前，或承恩與上同臥起，內廷指為十俊。”
《明史·食货志》载：万历二十四年（1596年），“开采之端启，废弁白望献矿峒者日至，于是无地不开。中使四出：昌平则王忠，真、保、蓟、永、房山、蔚州则王虎，昌黎则田进，河南之开封、彰德、卫辉、怀庆、叶县、信阳则鲁坤，山东之济南、青州、济宁、沂州、滕、费、蓬莱、福山、栖霞、招远、文登则陈增，山西之太原、平阳、潞安则张忠，南直之宁国、池州则郝隆、刘朝用，湖广之德安则陈奉，浙江之杭、严、金、衢、孝丰、诸暨则曹金，后代以刘忠，陕西之西安则赵鉴、赵钦，四川则丘乘云，辽东则高淮，广东则李敬，广西则沈永寿，江西则潘相，福建则高，云南则杨荣。”
天启七年（1627年）五月，国子监生陆万龄上书，称魏忠贤可与孔子相提并论，因为“孔子作《春秋》，忠贤作《要典》。孔子诛少正卯，而忠贤诛东林”。其后，魏忠贤生祠“几遍天下”，“每一祠之费，多者数十万，少者数万”，且“剥民财，侵公帑，伐树木无算”。黄运泰造生祠迎塑像时，“五拜三稽首”，“率文武将吏列班阶下，拜稽首如初”。
1627年崇祯帝即位后，迫使魏忠贤自杀，阉党得到清除，第三次宦官时代结束，但明朝内忧外患，积重难返，最终还是挽救不了明朝的江山。

### 清朝

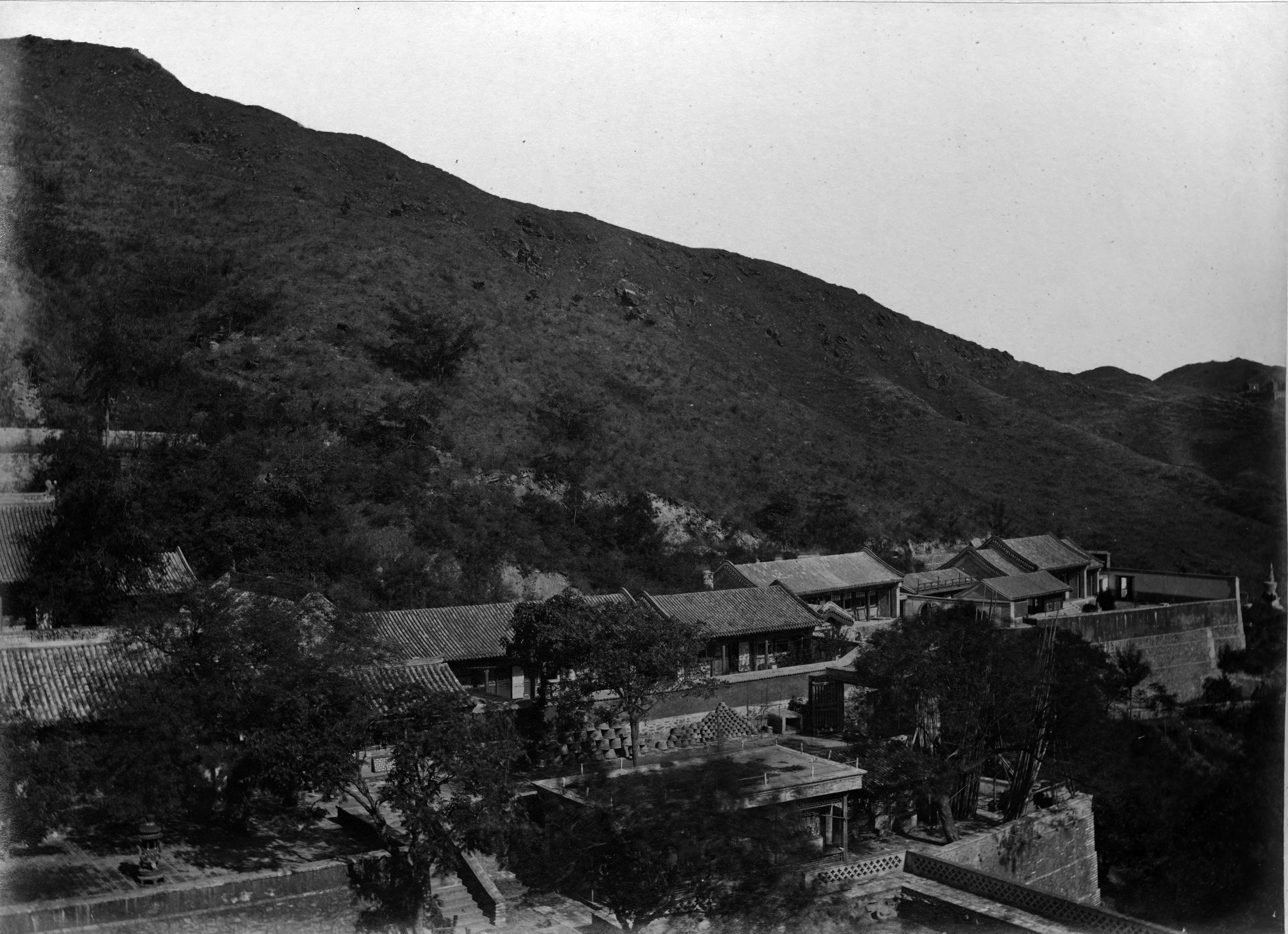
北京城外寶藏寺老太監退院之居。1879年左右拍摄。

清人鑑於明朝宦官擅权為患之烈，嚴禁宦官干政，僅充任洒扫之类的杂役。户科给事中郝杰参奏太监行為不檢：“乃者颁诏大典，赐宴廷臣，突有内监数辈先行拜舞，辱朝廷而羞当世，莫此为甚。伏乞敕下礼部，凡遇朝贺，悉照旧典。原有牙牌旧制，非独别品级，实以防奸伪也。今应仍照品级悬带。至于流杂赀员，不得滥越词林科道侍从之前。”多尔衮对太监的越礼行为十分反感，斥责为“太监原未赞礼，何得溷入朝班！”。入關第二年，又明确规定：“嗣后内监人员，既不许与朝参，亦不必排班伺候。”。
太監入宮要經過嚴格的挑選，進入宮中後，便要終生為奴。清代宮中使用太監並沒有定制，直到乾隆年始定太監人數不得超過三千三百人。清宮中將太監居住的地方稱作「他坦」，滿語即窩鋪、住處之意。如是分配到各宮侍奉帝、皇后、妃嬪等，則可以隨宮居住在配房或耳房。而在宮中服役三十年以上，且無任何過失，忠正老實者，可以入選各處的首領太監。首領太監的地位和俸祿都會提高。

清順治十一年（1654年），由內監吳良輔建議設立十三衙門，以宦官為主管。清立內十三衙門鐵碑在交泰殿等处，嚴禁宦官干政，铁牌所铸谕文为：
|  | 中官之设，虽自古不废，然任使失宜，遂贻祸乱。近如明朝王振、汪直、曹吉祥、刘瑾、魏忠贤等，专擅威权，干预朝政，开厂缉事，枉杀无辜，出镇典兵，流毒边境，甚至谋为不轨，陷害忠良，煽引党类，称颂功德，以致国事日非。覆败相寻，足为鉴戒。朕今裁定内官衙门及员数职掌，法制甚明。以后但有犯法干政，窃权纳贿，嘱托内外衙门，交结满汉官员，越分擅奏外事，上言官吏贤否者，即行凌迟处死，定不姑贷。特立铁牌，世世遵守。 |

康熙繼位後，裁撤十三衙門，誅殺吳良輔。
林爽文事件，1788年2月10日，福康安令人說服當地居民於老衢崎頂（今苗栗縣的崎頂一帶）生擒林爽文。之後林爽文及諸要犯皆按律例凌遲處死梟首示眾，原籍祖墳盡被刨挖，家眷連坐，女性發配邊疆為奴，十五歲以下男童被押至北京交內務府閹割充當太監。
同治八年（1869年）七月安德海出京辦貨，乘上兩艘太平船從京杭大運河一路南下，一路招搖，七月二十日，駛入山東境內，抵魯北古城德州。巡撫丁寶楨以祖訓「太監不得私自離京」為由，於西門外丁字街（今飲虎池街北段）處斬，暴屍三日，隨行二十餘人，一律處死。隨後在光緒一朝又出現歷史有名的李連英，是慈禧太后身邊的大紅人。
光绪二十八年（1902年）信修明进皇宫当宦宫。著有《老太监的回忆》一书。

### 遜清小朝廷與滿洲國
中華民國政府擬定的《清室優待條件》第六條規定宣統帝退位後「以前宮內所用各項執事人員，可照常留用，惟以後不得再招閹人。」民國初年袁世凱稱帝時，宣佈宮中永遠不用宦官，宮中僕役全部由女官擔任。1924年11月5日，冯玉祥将溥仪驱逐出紫禁城，紫禁城内仅剩的宦官也被遣散。滿洲國時期，滿洲國帝宮內仍有宦官，不過人數減少。且當時國民政府與滿洲國政府不相交通，亦不通郵電，因此有關那時太監的情況之所知資料與紀錄幾無留存。
1996年，中国歷史上最后一位太监孙耀庭去世。

## 宦官的來源
宦官的來源有數種，第一種是用先天生理有缺陷或有發育障礙的男人，當他們生理機能恢復後就必須辭退，如《後漢書·欒巴傳》就記載欒巴因發育障礙故充任宦官，而後「陽氣通暢，白上乞退。」其次還有私自進行閹割手術而入宮的途徑，如《韓非子》提到「豎刁自宮以治內」，後來在西漢晚期至東漢時，有人甚至不以宮刑為恥。第三種來則是受過腐刑或是判死刑而減免為腐刑的閹人，如嫪毐即是此種，他處刑一事雖為作假，不過名義上仍是受過腐刑的宦者。隋朝以後，宮刑被廢止作為正式的刑罰，宦官應以自願被閹割者居多。到了明朝，被閹作宦官者，除了部份是來自朝貢國進貢的少數民族孩童（如鄭和、汪直），多是自願閹割的人，直隶河间等地出产宦官较多。明朝宦官的閹割本來應該是由宮廷負責，民間自行閹割是被禁止的；但這項禁令從未被認真執行。明代中葉，民間曾經出現大批自閹後入不了宮，作不了宦官的人，被稱為「無名白內官」。
明朝後期，宮廷中不少本來由女官擔任的職務轉為由宦官擔任，因此宦官多如蟻陣。北京鄰邊的青縣、靜海、河間、滄州、任丘、南皮、棗強等縣，許多人爭相淨身入宮。當時，宦官割捨之睪丸及陰莖放於紅絨布袋內，懸掛於紫禁城一陰乾室內，紅細索懸於粱，宦官位尊離濕氣地面最遠最乾，初進宮者離地面最近，名曰寶貝房。《戴斗夜談》載“京畿民間生子，每私自閹割”，《日下舊聞考》引《白頭閑話》所記“都人生子，往往閹割，覬為中宮（宦官），有非分之福”。
清朝太监大多是汉人，雍正帝明确禁止旗人担当太监。

## 婚戀與家庭
雖然宦官沒有生育和進行性交的能力，但同樣有情感上的需要，《詩經·小雅》“巷伯”篇，有“萋斐貝錦”之嘆，一些宦官也為了顯示權勢而娶妻納妾，《后汉书·刘瑜传》曰：“常侍黄门亦广妻娶。”
漢桓帝时单超等“五侯”，更“多娶良人美女以为姬妾，皆珍饰华侈，拟则宫人。”
唐朝的宦官高力士、李辅国皆曾奉旨娶妇，高力士娶刀笔吏吕玄晤之女為妻，吕玄晤随即被擢为少卿，后出任刺史；李辅国娶元擢之女，元擢也因此成為梁州刺史。五代前蜀主王建之子王衍曾和太監王承休之妻嚴氏私通，王承休後來當了天雄軍節度使。
《万曆野獲編》“宦寺宣淫”条云：“比来宦寺多蓄姬妾，以余所识三数人，至纳平康歌妓。今京师坊所谓两院者，专作宦者外宅，以故同类俱贱之。”
由於宮中僕役的生活苦悶寂寞，有些宦官會與宮女、女官結為對食或菜戶。對食多為短暫交往，而菜戶關係有如夫妻，在明清時期最為普遍。
有些甚至比一般夫妻感情更為深厚，《万历野获編》中曾记载一間寺廟中放滿由宦官奉祀他們伴侶的牌位，牌位上都写有宫女的姓名，每逢宫女的忌日，与其结为菜户的宦官便会前来祭悼，其悲伤之情一如丈夫悼爱妻。
由於宦官缺乏性能力，一般的性刺激僅限於以手或以口愛撫和假陽具。《万曆野獲編》記載：“近日都下有一閹豎比頑，以假陽具入小唱谷道不能出，遂脹死。法官坐以抵償。”
有些宦官為恢復性能力，不惜殺人，食用人腦，《万曆野获编》“对食条”云：“近日福建稅璫高寀，妄謀陽具再生，為術士所惑，竊買童男腦髓啖之，所殺穉兒無算，則又狠而愚矣。”

## 評價
黄宗羲于《明夷待访录》表示明朝宦官之失：“今夫宰相六部，朝政所自出也，而本章之批答，先有口传，后有票拟。天下之财赋，先内库而后太仓，天下之刑狱，先东厂而后法司，其它无不皆然。则是宰相六部，为奄宦奉行之员而已。”唐甄在《潛書》中這樣描繪宦官：“望之不似人身，相之不似人面，聽之不似人聲，察之不近人情。”
由于宦官没有生儿育女的能力，古代民间认为宦官墓附近的地方风水不好，有“断子绝孙”的意思。因此不少宦官墓被后人故意破坏。